# 中谷雄飛
中谷 雄飛（なかや ゆうひ、1999年6月11日 - ）は、日本の陸上競技選手、長距離走。早稲田大学を卒業後、現在はSGホールディングス競走部所属。アジアクロスカントリー選手権銀メダリスト、団体金メダリスト。アジアジュニア陸上競技選手権大会銀メダリスト。

## 経歴
下諏訪町立下諏訪社中学校、佐久長聖高等学校、早稲田大学スポーツ科学部出身。

### 高校時代
2年時の第22回都道府県対抗男子駅伝では1区を走り、区間2位。クロスカントリー日本選手権ではジュニア部門（8km）で優勝を果たした。
3年時の第68回全国高等学校駅伝競走大会では最長区間の1区で区間賞を獲得した。また、翌年1月の第23回都道府県対抗男子駅伝では5区で区間賞を獲得し、ジュニアA（高校生）の優秀選手賞を受賞した。

### 大学時代
アジアジュニア選手権では10000mに出場し、銀メダルを獲得した。
全日本大学駅伝と箱根駅伝には4年連続で出場した。全日本大学駅伝では4年連続で3区を走り、区間賞を1度獲得している。また、箱根駅伝では1年時は1区を区間4位で走った。
2年時の第25回都道府県対抗男子駅伝では最終7区を区間2位で走り、長野県の3年ぶり8回目の優勝に貢献した。

### 大学卒業後
大学卒業後はSGホールディングスグループに入社した。

## 主な記録
| 年     | 大会                           | 種目        | 順位               | 備考             |
| ------ | ------------------------------ | ----------- | ------------------ | ---------------- |
| 2016年 | 第67回全国高校駅伝             | 3区         | 区間3位 日本人記録 | 佐久長聖2位      |
| 2017年 | 都道府県対抗男子駅伝           | 1区         | 区間2位            | 長野県優勝       |
| 2017年 | 日本陸上選手権クロスカントリー | ジュニア8km | 優勝               |                  |
| 2017年 | 全国高校陸上                   | 5000m       | 4位 日本人1位      |                  |
| 2017年 | 第72回国民体育大会             | 少年A5000m  | 2位                |                  |
| 2017年 | 第68回全国高校駅伝             | 1区         | 区間賞             | 佐久長聖優勝     |
| 2018年 | 都道府県対抗男子駅伝           | 5区         | 区間賞             | 長野県2位        |
| 2018年 | 日本陸上選手権クロスカントリー | ジュニア8km | 優勝               |                  |
| 2018年 | アジアクロスカントリー選手権   | ジュニア8km | 銀メダル           | 日本団体金メダル |
| 2018年 | アジアジュニア選手権           | 10000m      | 銀メダル           |                  |
| 2020年 | 全日本大学駅伝対校選手権大会   | 3区         | 区間賞             | 11.9㎞33分42秒   |

### 大学駅伝成績
| 学年             | 出雲駅伝                    | 全日本大学駅伝              | 箱根駅伝                          |
| ---------------- | --------------------------- | --------------------------- | --------------------------------- |
| 1年生 (2018年度) | 第30回 3区-区間4位 25分24秒 | 第50回 3区-区間2位 34分19秒 | 第95回 1区-区間4位 1時間02分42秒  |
| 2年生 (2019年度) | 第31回 ― - ― 出場なし       | 第51回 3区-区間6位 34分21秒 | 第96回 1区-区間6位 1時間01分30秒  |
| 3年生 (2020年度) | 第32回 ― - ― 大会中止       | 第52回 3区-区間賞 33分42秒  | 第97回 3区-区間6位 1時間03分29秒  |
| 4年生 (2021年度) | 第33回 6区-区間6位 30分48秒 | 第53回 3区-区間4位 33分57秒 | 第98回 2区-区間14位 1時間08分45秒 |